# Lípy
Lípy jsou částí obce Slatinice v okrese Olomouc. Nachází se pod nejvyšším vrchem Hané – Velkým Kosířem, podél silnice z Litovle do Prostějova.

## Historie
Vesnice byla založena teprve roku 1786 na pozemcích dvora hraběte Filipa z Andlern-Wittenu v katastrálním území obce Slatinky. Podle zakladatele byla nová familiantská osada pojmenována Andlersdorf – Andlerova ves. Od první poloviny 19. století se užívalo úředně jména Andlerka. V pozemkových knihách 19. století je obec někdy uváděna i pod názvem Ples, toto pojmenování žije v lidové mluvě dodnes. Teprve roku 1952 byla vesnice pojmenována Lípy. K okresu Olomouc byly připojeny až v roce 1960, současně byla doposud samostatná obec Lípy připojena ke Slatinicím.
Andlerka byla vždy malou českou obcí. Populačního maxima dosáhla v roce 1930, kdy v ní žilo 478 obyvatel. Většina z nich se živila domáckým krejčovstvím pro prostějovské oděvní závody a v menší míře zemědělstvím. V současné době většina ekonomicky činného obyvatelstva dojíždí za prací do Lutína, Prostějova a do krajské metropole Olomouce.
Na samotě Větřák stával od roku 1828 větrný mlýn, který sem byl přenesen prvním mlynářem Josefem Vondrou z Býškovic. Zanikl roku 1887, kdy jej strhla vichřice s povodní.
Obyvatelstvo bylo z větší části katolického vyznání, po vzniku Československé republiky se v obci utvořilo nevelké společenství církve československé. Ve vsi stojí od roku 1858 kaple Nalezení sv. Kříže.
Lípy přísluší k římskokatolické farnosti Slatinice.

## Fotogalerie

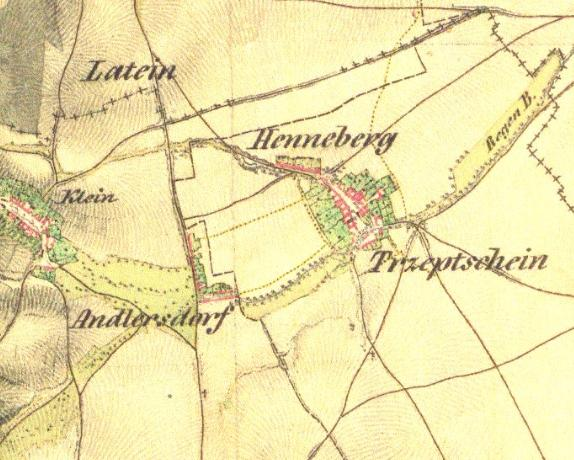
Lípy na historické mapě ze třetí čtvrtiny 19. století
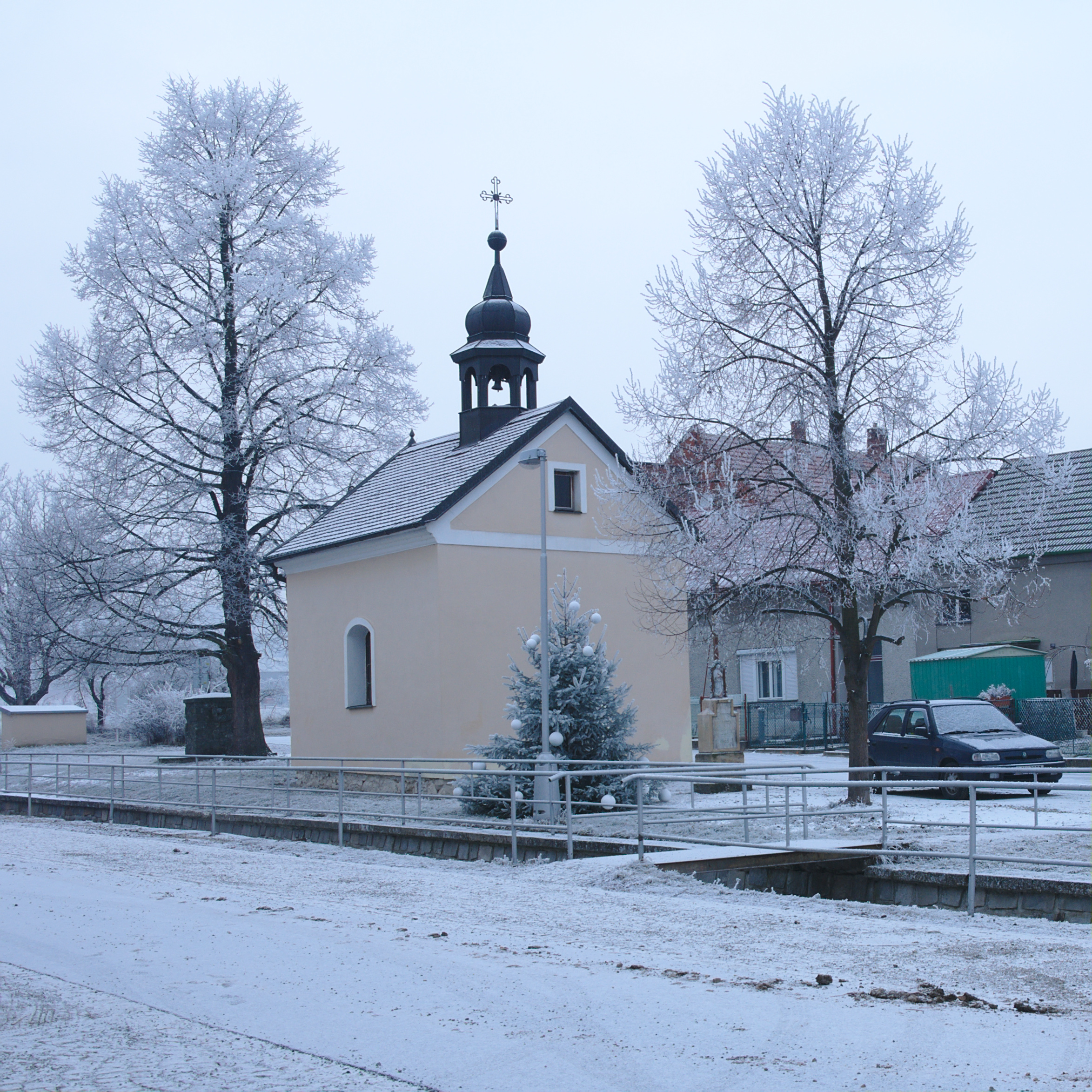
Kaple Nalezení sv. Kříže
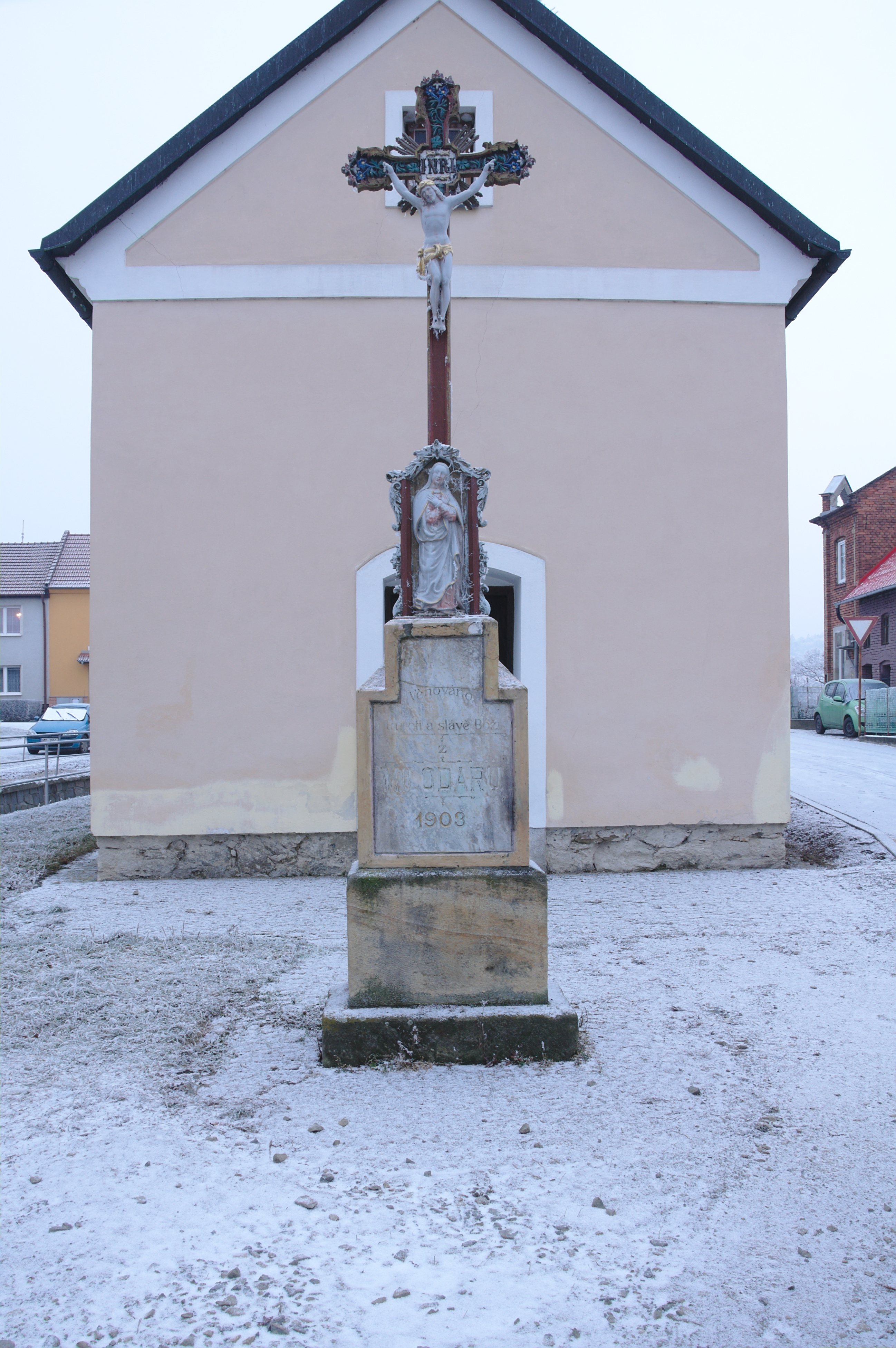
Kříž před kaplí
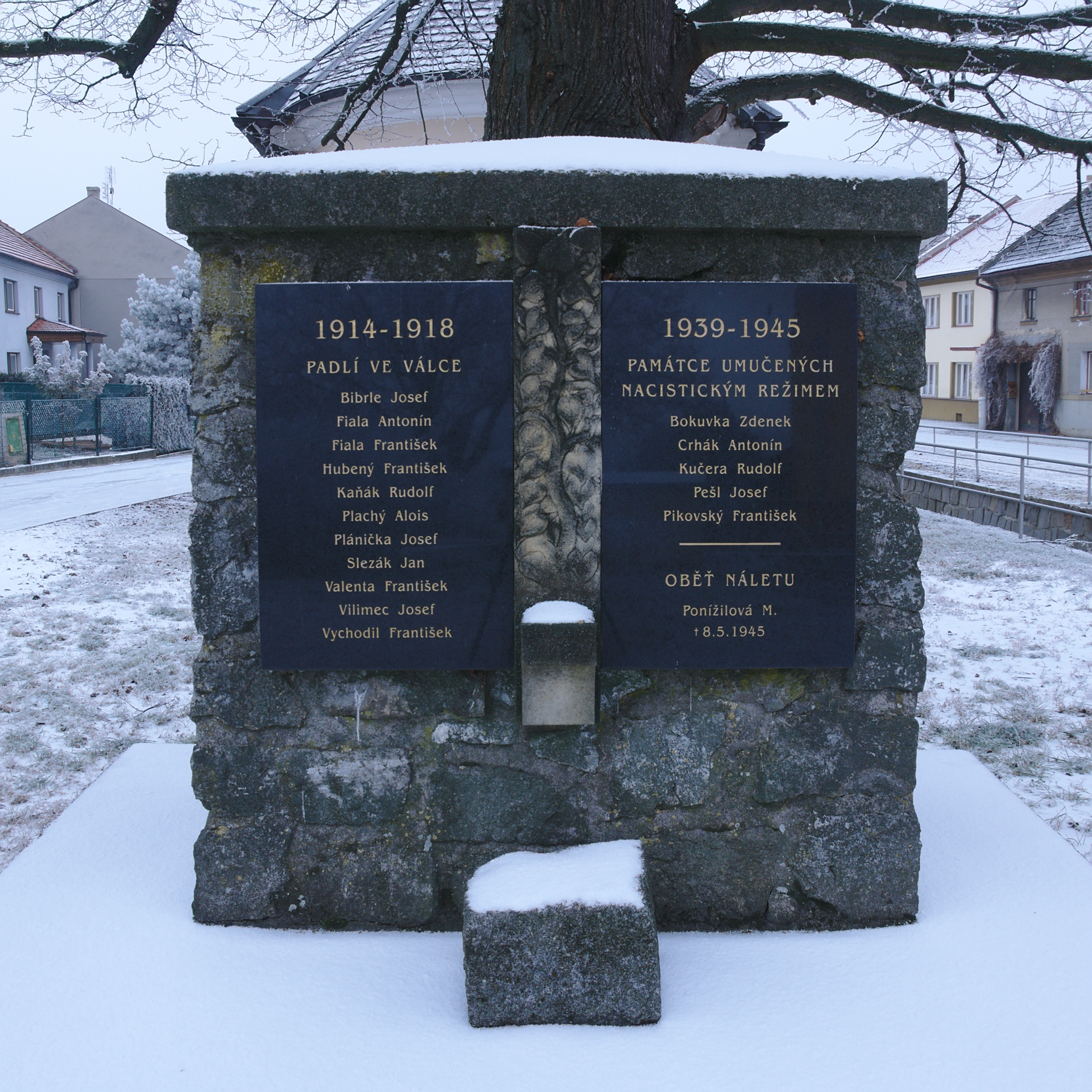
Památník padlým ve světových válkách
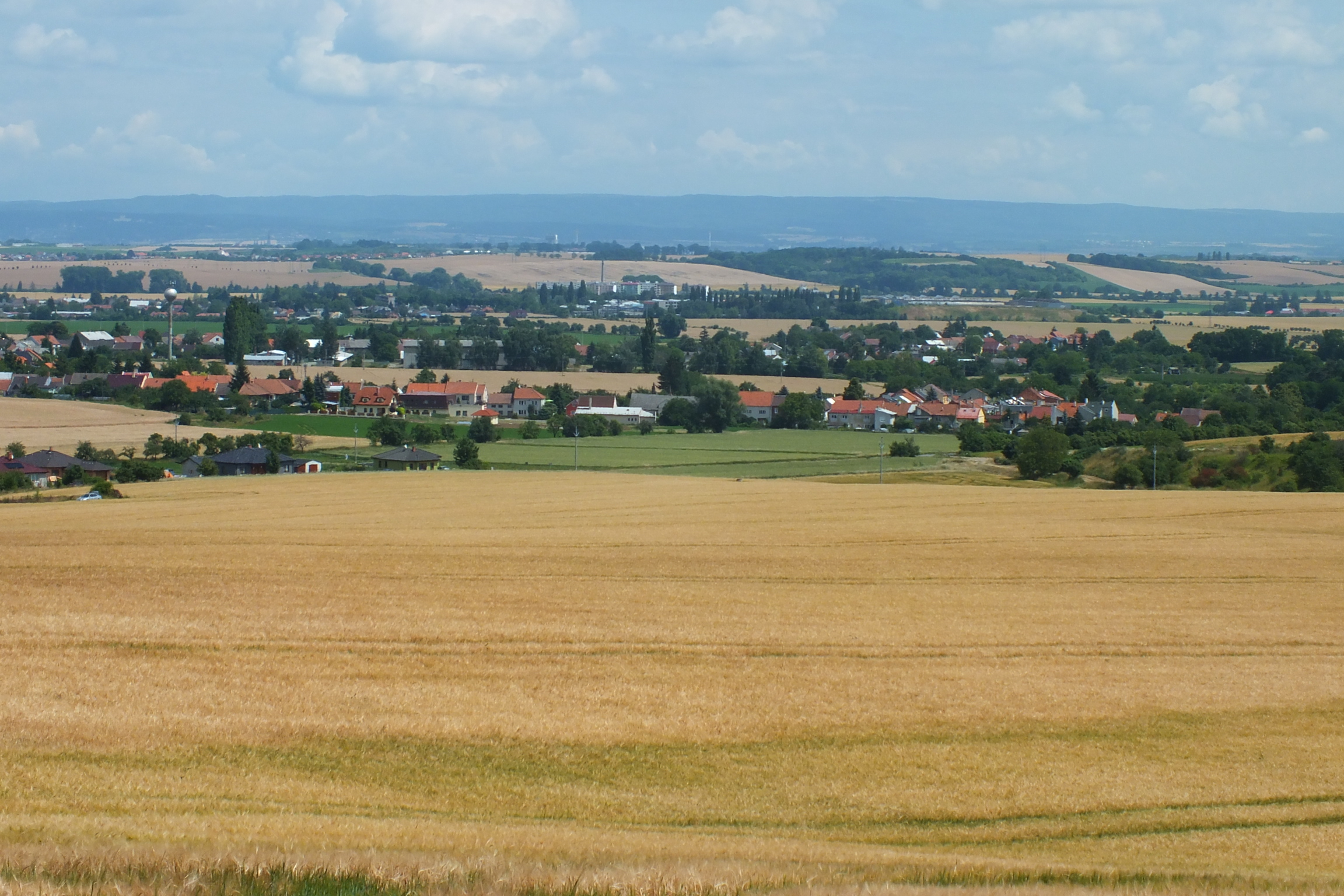
Lípy z dálky
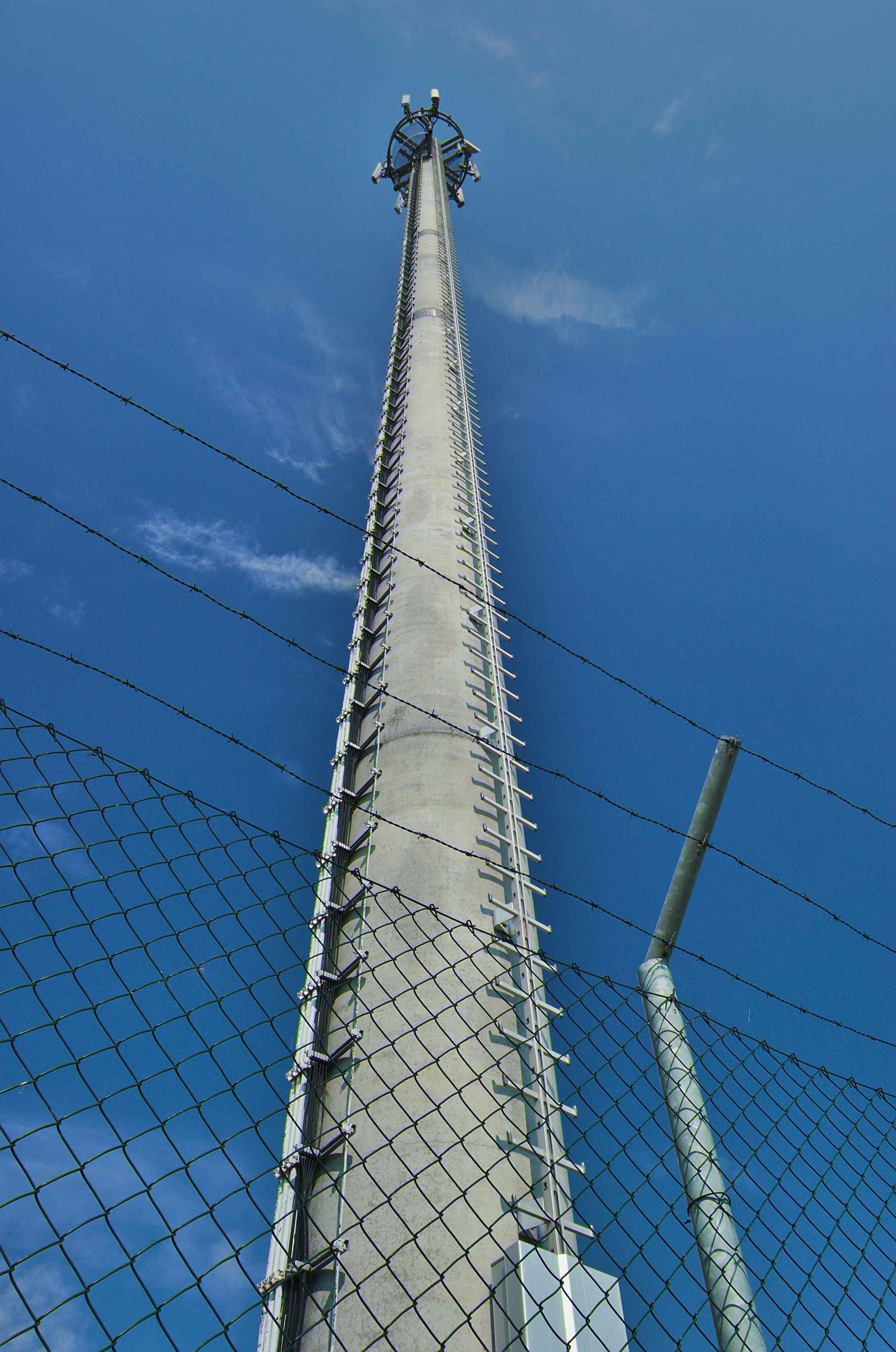
BTS nad obcí